# Ianuarie 2007
Acest articol este generat integral pe baza informațiilor din articolul 2007 și este actualizat periodic de un robot.
 Editările făcute în articol vor fi șterse la următoarea actualizare! Dacă doriți să faceți modificări, editați articolul-sursă.

ianuarie -
februarie -
martie -
aprilie -
mai -
iunie -
iulie -
august -
septembrie -
octombrie -
noiembrie -
decembrie
Ianuarie 2007 a fost prima lună a anului și a început într-o zi de luni.

## Evenimente

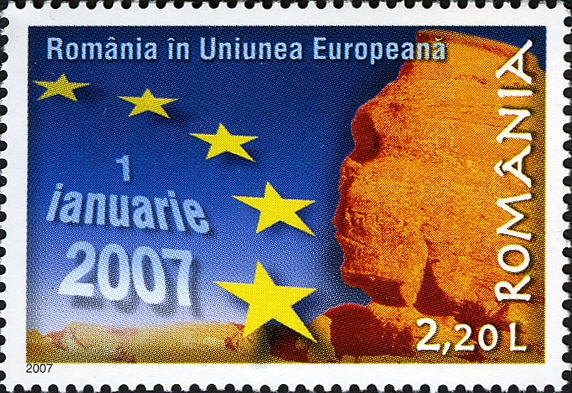
România devine membru al Uniunii Europene.

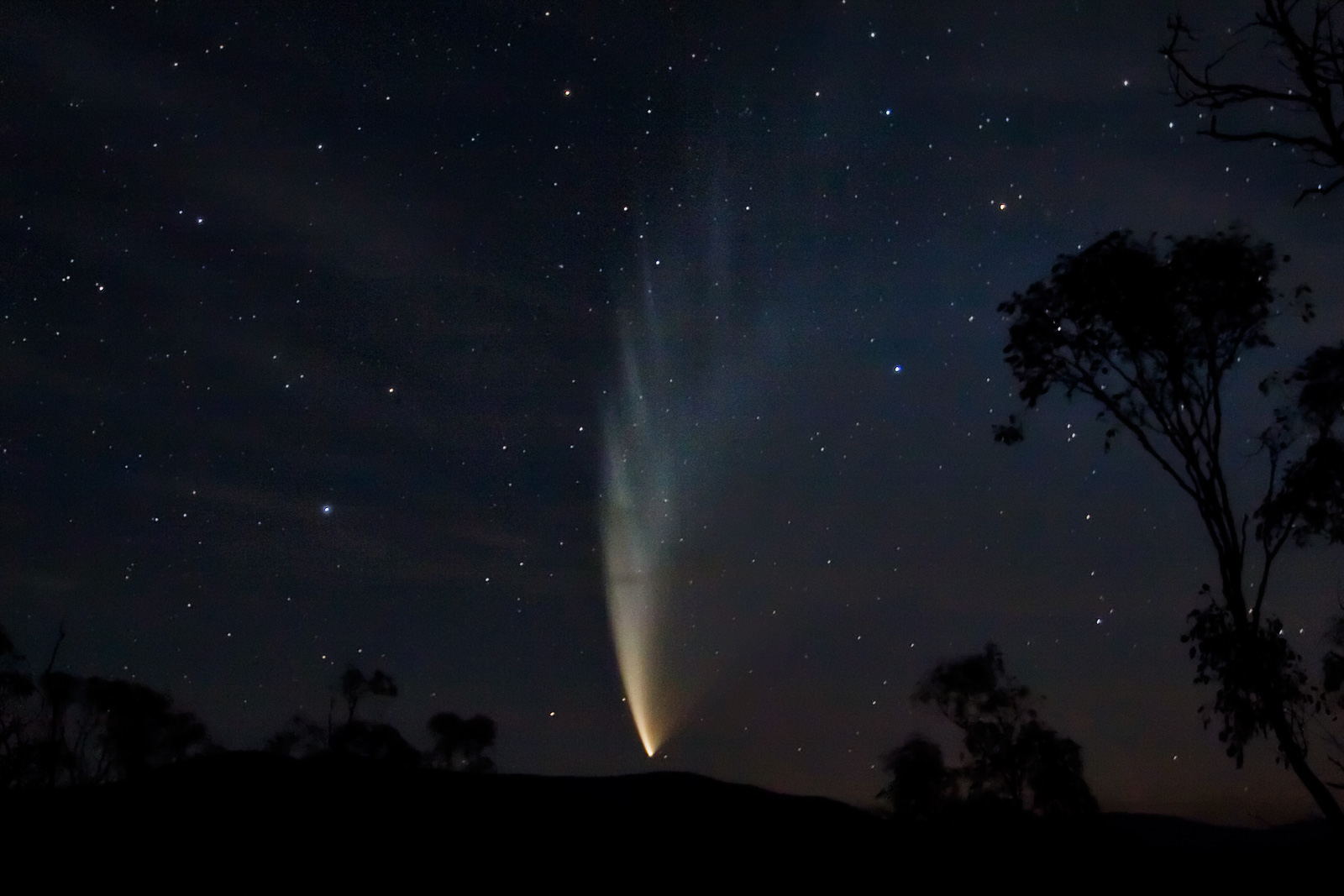
Cometa McNaught ajunge la perhiliu

- 1 ianuarie: România și Bulgaria au devenit membre ale Uniunii Europene.
- 1 ianuarie: Timp de un an, Sibiul împarte împreună cu Luxemburg titlul de capitală europeană a culturii.
- 1 Ianuarie: Sud-coreeanul Ban Ki-moon devine noul Secretar General al Națiunilor Unite, înlocuindu-l pe Kofi Annan.
- 1 ianuarie: Slovenia intră în Zona euro și adoptă moneda euro.
- 1 ianuarie: Fumatul este interzis în toate locurile publice din Hong Kong.
- 1 ianuarie: Angola intră în OPEC.
- 1 ianuarie: Intră în vigoare acordul dintre Rusia și Belarus semnat la 31 decembrie 2006, cu privire la comercializarea gazelor naturale.
- 2 ianuarie: În Gibraltar intră în vigoare noua Constituție.[1]
- 8 ianuarie: Daniel Ortega devine președinte al statului Nicaragua pentru a doua oară.
- 8 ianuarie: Furnizarea petrolului rus către Polonia, Germania și Ucraina este sistată datorită disputei energetice dintre Rusia și Belarus; trei zile mai târziu se revine asupra deciziei sistării.
- 9 ianuarie: Patru brățări dacice care fac parte din patrimonul național și care au fost descoperite în Munții Orăștiei, au fost răscumpărate de Guvernul României și readuse în țară.
- 9 ianuarie: Apple, Inc. lansează noul model IPhone în cadrul MacWorld Expo.[2]
- 10 ianuarie: Președintele George W. Bush a anunțat într-o intervenție televizată că SUA vor mai trimite 21.500 soldați în Irak.
- 11 ianuarie: Vietnamul intră în Organizația Mondială a Comerțului, ca membrul cu numărul 150.
- 12 ianuarie: Cometa McNaught (Cometa anului 2007), cea mai strălucitoare din ultimii 40 de ani, atinge periheliul.
- 14 ianuarie: Crucea Roșie și Semiluna Roșie adoptă Cristalul Roșu ca emblemă nereligioasă comună.
- 21 ianuarie: În urma alegerilor legislative din Serbia, Partidul Radical Sârb (de orientare naționalistă) al lui Vojislav Seselj (arestat pentru crime de război și închis la Haga) ajunge în frunte cu 28 % din voturi.
- 25 ianuarie: La cea de-a treia Olimpiadă Internațională de Matematică și Fizică, elevii români au obținut locul 1, cu 2 medalii de aur și 3 de bronz. Olimpiada s-a desfășurat în perioada 14 - 20 ianuarie, în Kazahstan.
- 30 ianuarie: Autoritățile române și bulgare semnează la Sofia, acordul privind construcția unui nou pod peste Dunăre, între portul bulgar Vidin și orașul românesc Calafat.
- 30 ianuarie: Microsoft lansează Windows Vista și Microsoft Office 2007.
- 31 ianuarie: Președintele Microsoft, Bill Gates, ajunge în București pentru inaugurarea Centrului de Suport Tehnic al Microsoft România și lansarea în România a sistemului de operare Windows Vista.

## Decese
- 1 ianuarie: A. I. Bezzerides, 98 ani, scriitor american de etnie greco-armeană (n. 1908)
- 1 ianuarie: Grigore Traian, 56 ani, fotbalist și antrenor român (n. 1951)
- 2 ianuarie: Teddy Kollek, 95 ani,  om politic social-democrat israelian (n. 1911)
- 3 ianuarie: Michael Yeats, 85 ani, politician irlandez (n. 1921)
- 7 ianuarie: Victor Bârlădeanu, 79 ani, scriitor român de etnie evreiască (n. 1928)
- 7 ianuarie: Gheorghe Pănculescu, 103 ani, general român (n. 1903)
- 7 ianuarie: Sorana Coroamă-Stanca (n. Sorana-Iosefina-Caterina Plăcințeanu), 85 ani, regizoare română (n. 1921)
- 9 ianuarie: Ion Dincă, 78 ani, comunist român (n. 1928)
- 10 ianuarie: Carlo Ponti, 94 ani, producător italian (n. 1912)
- 11 ianuarie: Tamara Constantinescu, 98 ani, pictoriță română (n.  1909)
- 11 ianuarie: Robert Anton Wilson (n. Robert Edward Wilson), 74 ani, scriitor american (n. 1932)
- 14 ianuarie: Vassilis Photopoulos, 73 ani, pictor, scenograf și regizor grec de film (n. 1934)
- 16 ianuarie: Vadim Pirogan, 85 ani, autor din R. Moldova (n. 1921)
- 19 ianuarie: Asger Aaboe, 84 ani, matematician danez (n. 1922)
- 19 ianuarie: Hrant Dink, 52 ani, jurnalist turc de etnie armeană (n. 1954)
- 21 ianuarie: Maria Cioncan, 29 ani, atletă română (n. 1977)
- 22 ianuarie: Abbé Pierre, 94 ani,  călugăr capucin francez (n. 1912)
- 23 ianuarie: Ryszard Kapuściński, 74 ani, jurnalist polonez (n. 1932)
- 24 ianuarie: David Morris, 76 ani, politician britanic (n. 1930)
- 26 ianuarie: Iosif Banc, 86 ani, comunist român (n. 1921)
- 26 ianuarie: Emanuele Luzzati, 85 ani, pictor italian de etnie evreiască (n. 1921)
- 27 ianuarie: Henry Halfdan Valen, 83 ani, politolog norvegian (n. 1924)
- 28 ianuarie: Jim Gray (n. James Nicholas Gray), 62 ani, informatician american (n. 1944)
- 30 ianuarie: Gheorghe Crăciun, 56 ani, scriitor român (n. 1950)
- 30 ianuarie: Sidney Sheldon, 89 ani, scriitor american (n. 1917)
- 31 ianuarie: Arben Minga, 47 ani, fotbalist albanez (atacant), (n. 1959)